# Dietrich Wrangell

Dietrich Wrangell zu Adinal, Porträt von David Klöcker Ehrenstrahl

Dietrich Wrangell, Graf zu Adinal, Freiherr zu Jordansby (schwedisch Didrik greve Wrangel af Adinal, friherre till Jordansby; * 12. März 1637 in Adinal; † 15. Februar 1706) war ein schwedischer Admiralleutnant.

## Leben

### Herkunft und Familie
Wrangell war Mitstifter der schwedischen Linie der Wrangel af Adinal des baltischen Adelsgeschlechts von Wrangel. Seine Eltern waren der Erbherr auf Adinal und Kattel, Hermann Wrangell († 1666) und Beate, geborene Wachtmeister († 1685). Der schwedische Admiral Gustav Wrangell (1630–1688) war sein älterer Bruder.
Aus seiner Ehe mit Magdalena Clerck, Tochter des letzten schwedischen Holmamirals Hans Clerck (1607–1679), sind vier Töchter und ein Sohn hervorgegangen.
- Beate Elisabeth ⚭ 1690 Eberhard Friedrich Taube von Odenkat (1648–1703), schwedischer Admiral
- Magdalena ⚭ NN Müller aus dem Hause Kunda, schwedischer Rittmeister
- Anna Maria ⚭ 1687 Hans Mörner af Morlanda († 1705), schwedischer Oberstleutnant
- Greta, schwedische Hofdame
- Carl Gustaf (1667–1707), schwedischer Generalmajor

### Werdegang
Wrangell begann seine Laufbahn in der schwedischen Armee 1653 als Unterleutnant bei der Admiralität und stieg 1655 zum Oberleutnant auf. Er nahm im Zweiten Nordischen Krieg sowohl an Landungen in Polen als auch in Russland teil. Gegen Dänemark diente er 1658 auf dem Admiralsschiff Sjöholm als Kapitän zur See während der Schlacht im Sund und konnte sich hiernach auf dem Admiralsschiff Bjielkenstirna in der Schlacht zwischen Femern und Langeland hervortun. Im Jahr 1666 avancierte er zum Major, 1669 zum Holmmajor, sowie 1670 schließlich zum Admiralleutnant.
Er wurde in Würdigung seiner Kriegsverdienste 1674 Landeshauptmann der Provinz Ostbottnien. Nachdem er sich auch dort bewährt hatte, ernannte der König ihn 1685 zum Landeshauptmann in Nerike und Wermland.

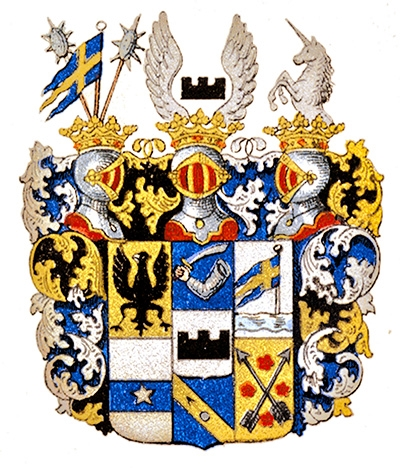
Gräfliches Wappen Wrangel af Adinal

Bereits 1680 wurde er gemeinsam mit seinem jüngeren Bruder Reinhold († 1686) in den schwedischen Freiherrnstand erhoben. Im Jahr 1690 folgte die Hebung in den schwedischen Grafenstand und die Introduzierung bei der Grafenklasse der schwedischen Ritterschaft (sup. Nr. 37).
Wrangel wurde zudem 1693 königlicher Rat und Präsident des Bergskollegiums.